# 多马 (德国)
多马（德語：Dohma）是德国萨克森州的一个市镇，隶属于萨克森施韦茨-东厄尔士山县。总面积为19.53平方千米，截至2020年总人口为1954人。